# 정지상
정지상(鄭知常, ? ~ 1135년 1월 25일(음력 1월 10일))은 고려 중기 인종(仁宗) 때의 문신이자 시인이다. 서경(西京) 출신으로 초명은 지원(之元)이고, 호는 남호(南湖)이다.

## 생애
서경(西京) 출생. 어려서 아버지를 여의고 홀어머니 노씨(盧氏) 슬하에서 성장했다. 어려서부터 기억력이 좋고 글씨를 잘 썼으며, 이미 5세 때에 강 위에 뜬 해오라기를 보고 “어느 누가 흰 붓을 가지고 을(乙)자를 강물에 썼는고(何人將白筆 乙字寫江波).”라는 시를 지었다고 한다. 자라서는 문학뿐 아니라 역학(易學)과 불교 경전에도 뛰어났고, 그림 · 글씨에 능했으며 노장철학(老莊哲學)에도 조예가 깊었다. 묘청(妙淸), 윤언이 등과 함께 서경 천도와 칭제건원을 주장하였으며, 후일 묘청이 서경에서 일으킨 반란(묘청의 난)의 주요 관련자라는 이름으로 김부식에 의해 처형당했다.

### 관료 생활
서경에 두었던 분사국자감시(分司國子監試) 진사시에 입격하여 진사가 된 뒤, 예종 7년(1112년) 오연총이 지공거가 되어 주관한 진사시에 장원으로 급제하여 관료 생활을 시작하였다. 예종 9년(1114년)에 문과(文科)에 급제하였다.
그 뒤 여러 벼슬을 거쳐 인종 5년(1127년) 좌정언으로서, 앞서 이자겸(李資謙)과 그 일파를 제거하는 공을 세운 권신(權臣) 척준경(拓俊京)이 "자신의 공만 믿고 권력을 농단하고 발호한다"며 탄핵하여 결국 척준경은 유배되었다. 3월 25일에 인종이 기린각에 거동하였을 때는 정지상에게 《서경(書經)》의 무일(無逸)편을 강의케 하고, 따랐던 신하들과 서경 출신의 유신(儒臣) 25인에게 시를 짓게 하며 술과 음식을 내렸다.
인종 7년(1129년)에는 좌사간(左司諫)으로서 윤언이 등과 함께 시정(時政)의 득실을 논하는 상소를 올렸다. 인종 8년(1130년)에는 지제고(知制誥)로서, 왕명으로 시인 곽여(郭輿)의 죽음을 기린 《산재기(山齋記)》를 지었다. 인종 10년(1132년) 3월 11일에 인종이 다시 기린각에 거동하였을 때 국자사업(國子司業) 윤언이에게 《역경》의 건괘를 강의하게 하고 승선(承宣) 정항(鄭沆)과 예부낭중 이지저, 기거주(起居注) 정지상 등을 시켜 이 가운데 어려운 것을 묻게 하였으며, 4월 13일에는 왕명으로 정항, 윤언이와 함께 다시 경연에 나와 경서를 강의하고 인종으로부터 화서대(花犀帶)를 받기도 했다.
인종 11년(1133년) 5월 18일에 왕명으로 숭문전(崇文殿)에서 평장사 김부식이 강의한 《주역》과 《상서》(서경)의 내용에 대해 한림학사승지 김부의(金富儀), 지주사(知奏事) 홍이서(洪彛敍)와 승선 정항, 기거주 정지상과 사업(司業) 윤언이 등이 나서서 어려운 것을 물었다.
음양비술(陰陽秘術)에 관심이 높아, 묘청이 풍수지리적인 근거를 제시하며 서경 천도를 진언했을 당시, 함께 서경 천도를 주장한 백수한(白壽翰) 등과 함께 삼성(三聖)이라는 칭호를 받기도 했다. 그리고 수도를 자신의 고향이자 당시 고려 조정의 별도(別都)이기도 했던 서경으로 옮기는 동시에 칭제건원(稱制建元)과 금나라 정벌을 주장하는 묘청의 의견에 적극 동조하고 나섰다. 그러나 김부식을 비롯한 개경 출신 귀족들의 반대와 묘청 자신이 조작한 미신적인 행위가 발각되면서 서경 천도는 중단되고, 묘청 등이 인종 13년(1135년)에 서경에서 군사를 일으키자(묘청의 난) 이를 반역으로 간주한 조정에 의해, 백수한과 함께 참수당하였다.

### 김부식과의 관계
《동국이상국집》에 실린 문학 관련 일화들을 추려 홍만종이 정리한 《백운소설(白雲小設)》에 따르면, 정지상과 김부식은 문학적인 입장에서 서로 사이가 좋지 않았는데, 김부식과 함께 어느 절에 들렀던 정지상이 지은 "절에 독경소리 그치니 하늘이 유리알처럼 맑구나"라는 한시 구절을 보고 김부식이 그것을 빼앗아 자신의 것으로 삼으려 했지만 정지상은 이를 거절했고, 이에 앙심을 품은 김부식은 훗날 묘청이 서경에서 거병한 것과 그것을 반란으로 간주한 조정의 서경 반란군 진압 명령과 관련해 정지상을 '역적'으로 간주하여 죽이게 되었다는 것이다. 《고려사절요(高麗史節要)》에는 왕명으로 반란군 진압을 맡게 된 김부식이 출정에 앞서 정지상, 백수한, 김안 세 사람을 서경의 역적들과 동조하는 자들로 매도하고, 서경으로 출병하기에 앞서 이들 세 사람을 왕명이라며 불러들인 뒤 대궐로 들어서는 순간 밖으로 끌어내서 모두 죽였다는 서술과 더불어, "사람들이 말하기를 '부식은 본래 지상과 문인으로서 명성이 같았으므로 불평이 쌓였더니, 이에 이르러 내응하였다 하고 그를 죽였다'고 하였다"며 말미에 적고 있다.
《백운소설》은 후일담으로서 귀신이 된 정지상이 어느 날 김부식이 "버들은 천 가닥으로 푸르고 복사꽃은 만 점(點)으로 붉다"는 시구를 짓자 김부식 앞에 나타나, "버드나무가 천 갈래인지 복사꽃이 만 점인지 그걸 네가 세어봤느냐? 어떻게 '버들은 가닥마다 푸르고 복사꽃은 점점이 붉구나'라고 지을 줄 모르느냐?" 라며 김부식을 욕했고, 결국 뒷간에 간 김부식의 불알을 잡아 비틀어 죽였다는, 김부식에 대한 악감정이 다분히 배어난 일화를 남기고 있다(다만 《고려사》에는 김부식의 죽음에 관련해 이러한 기록이 없다).

## 문학작품
정지상의 문집으로 《정사간집》이 있었다고 기록으로 전하고 있으나, 그의 특수한 상황과도 맞물려 현재 전하지 않는다. 전해오는 작품은 한시 20편과 연구(聯句) 4편 등이 있고, 이미 고려시대부터 《파한집》, 《보한집》, 《동국이상국집》, 《역옹패설》, 《삼한시귀감》 등에 그의 작품이 수록되었고, 조선조의 《동문선》 등 한국의 대부분의 한시 관련 문헌들이 그에게 붙은 '역적'이라는 이름과는 상관없이 그를 고려의 대표 시인으로 꼽는 데 이론이 없었다. 다음은 그의 대표작인 <송인(送人)>이다.
| 송인(送人)     | 송인(送人)     | 그대를 보내며                               |
| 원문           | 한자음         | 풀이                                        |
| -------------- | -------------- | ------------------------------------------- |
| 雨歇長堤草色多 | 우헐장제초색다 | 비 그친 긴 둑에 풀빛 짙은데,                |
| 送君南浦動悲歌 | 송군남포동비가 | 임 보내는 남포는 슬픈 노래 가득하다.        |
| 大同江水何時盡 | 대동강수하시진 | 대동강 물이야 언제 마르리,                  |
| 別淚年年添綠波 | 별루년년첨록파 | 푸른 물결에 해마다 이별의 눈물 보태는 것을. |

### 주요 시 작품
- 「신설(新雪)」
- 「향연치어(鄕宴致語)」
- 「백률사(栢律寺)」
- 「서루(西樓)」

## 정지상의 시세계와 서경
정시상의 작품의 두드러진 특징 중 하나는 바로 ‘서경인’이라는 의식에 기반한 특수성이다. 이는 ‘서경’이라는 공간이 갖는 독특한 특징에서 비롯된다. 서경은 고조선부터 고구려까지 천년에 가까운 세월동안 수도였던 곳이었고 고구려의 후예를 표방한 고려 당대에도 제 2의 도시로써 매우 중요하게 여겨지는 도시였다. 그러나 반대로 이는 서경이라는 도시가 제 2의 도시로만 머물러야 했다는 것 그리고 그저 과거의 천년고도였을 뿐 지금은 정치의 기능을 모두 개경으로 넘긴 채 그저 번화한 도시로서 유흥을 만끽하는 공간으로 만족해야 했다는 것을 의미하기도 한다. 즉 서경은 김은희(2014)의 말을 빌리자면 “역사의 아이러니를 목도할 수 있는 공간, 현재적 쾌락과 과거의 비장을 동시에 담고 있는 곳으로서 서로 다른 미감이 뒤섞인 공간 ”인 것이다. 서경에서 태어나 편모슬하에서 어렵게 개경으로 올라와 공부하면서 10년동안 좌절의 고통을 겪고 집안도 점점 황폐해져가던 현실 속에서 그는 반드시 ‘서경인’으로 성공해 금의환향하겠다는 갈망으로 스스로를 채찍질했다. 이런 감정은 그의 시 「송인」에서 잘 드러난다. 이 시는 이별하는 연인의 입을 빌려 벗과 헤어지는 아쉬움을 노래한 시다. 떠나는 이들과 함께할 수 없다는 상실감과 불안을 직접적으로 드러내고 있다. “해마다 이별 눈물 강물을 더하는 것을 “, ”나의 이별 시름 풀어주려나 ”같은 부분에 있어서는 이별을 하고 싶지 않다는 감정을 대놓고 솔직하게 드러내고 있다. 이런 그의 솔직한 시적 특성은, 「서경별곡」과 「가시리」의 발원지인 ‘서경’이라는 장소에서 자라난 ‘서경인’적 특성이라고 말할 수 있다.
이후 그의 시는 분위기적으로 크게 달라진다. 이전의 「송인」이 자신의 애환을 이별하는 연인의 입을 빌려 솔직하게 담아내 슬프고 쓸쓸한 분위기가 강했다면, 이후 그의 시 「서도」는 정지상의 낙관적인 태도가 그대로 드러난다. 왕의 총애를 받아 잘나가는 관리가 되면서 갖게 된 자신감은 정지상이 하여금 자신의 고향을 자랑하는 시를 짓게 만든 것이다. “번화한 거리”, “푸른 창 붉은 문 ”을 통해 그는 평양의 번화한 모습을 당당하게 시에 적어낸다. 번화한 거리는 물론이요 푸른 창과 붉은 문은 그 당시에는 귀했던 염료를 이용해 건물에 색을 입힐 정도로 평양이 잘사는 동네임을 과시하는 성격이 강하다. 바람이 잔잔한 와중에 버들가지가 늘어져있고 “이원제자의 집”에서는 왁자지껄한 웃음소리와 음악소리가 들려오고 있는 장소를 묘사하는 것은 그가 이전보다 낭만적이고 낙관적인 정서를 갖고 있음을 보여준다. 하지만 동시에 이 시는 그가 가진 서경에 대한 콤플렉스를 드러낸다. “이원제자의 집”은 금 사신과 개경 귀족들 및 서경의 유력계층들만의 향락시설 인 곳이다. 게다가 노래소리는 “흐느끼는” 것으로 부정적으로 보이기까지 하는 표현이다. 이는 서경의 경제력이며 인재며 모두 개경을 위해서 동원 되는 데 대한 불만을 나타낸 것 이자 부유하지만 그저 향락적 공간일 뿐 그 이상의 공간이 아니라는 지역적 한계를 나타내고 있다. 따라서 이 콤플렉스를 해소하기 위해 서경으로 수도를 옮기는 것은, 그에게 있어 숙명적인 것이었다. ‘개경에서 성공한 서경인’에 머무르는 것 이상-즉, ‘자신의 고향으로 수도를 옮긴 서경인’으로 환향하는 것이 그의 목표였던 것이다. 이는 곧 자존감, 자부심의 원천이었던 고향, 서경의 위상과 전통을 확인하는 길, 권위 되찾기로서도 의미가 있었다.
아마 그는 서경천도가 언젠가는 반드시 이뤄질 것이라는 낙관적 전망을 하고 있었던 듯 하다. 그의 시 「취후」를 보면 이런 그의 낙관적 태도가 잘 드러난다. 술에 취한 채 기분좋게 선경을 거닐며 자신이 관리임을 자랑하고 마침내 “꽃동산에 누어 강남을 꿈꾸 ”는 것은 그의 도가적 사상을 드러냄과 동시에 왕의 총애를 받고 있는 만큼 이 모든 일이 잘 이루어질 것이라는 희망을 나타내고 꽃동산”에 누워 “강남”을 꿈꾸는 부분은 왕의 신임을 받아 ‘꽃길’을 달리는 자신이 이상향(강남)인 서경천도가 반드시 이루어질 것이라는 기대가 적나라하게 드러내고 있다고 할 수 있다.
그의 이러한 소원은 도가적인 시에서도 잘 나타난다. 그는 노장적 자연, 즉 선계를 꿈꾼 인물로도 유명하다. 그렇다면 그가 꿈꾼 선계, 즉 이상향은 어디일까. 우선 7언 율시와 7언 절구 2수의 「장원정」 을 보자. 이는 왕과 함께 간 개경의 장원정에서 읊은 시로서, 도가적 선계에 대한 그의 갈망이 잘 드러나있는 시다. 이 시에서 그는 “신선 고장 ”, “봉래산 ”을 꿈꾼다. 칠언 율시의 「제개성사팔척방」에서는 더 나아가 그 공간 속에서 살고있는 탈속과 평화로운 존재, “그윽한 사람(幽人)”이 되기를 갈망하는 그의 욕망을 드러내고 있다. 「제변산소래사」에서는 비슷한 이미지가 나타난다. “한평생 인간 시끄러운 꿈조차 안꾸는” “기특”한 “긴 눈썹 저 늙은 중”은 정지상이 바라는 인간상의 극치다. 결국 이런 시들에서 나타나는 노장적 자연-선계의 상징으로서 위로와 안식의 장-신선 고장, 봉래산, 개성사, 소래사-, 그곳은 서경일 가능성이 높다. 정확히는 서경천도가 이뤄지면서 금의환향을 하게 된 뒤 모두의 존경을 받으며 초야로 떠나는 은퇴한 미래다.
결국 그는 서경이라는 공간 속에서 가난의 고통 속에서 스스로를 성찰하고(「송인」, 「제등고시」), 마침내 출세한 뒤 서경인으로서 숙원을 이루고자 서경천도를 꿈꿨으며(「서도」, 「취후」), 서경천도가 이루어진 이상적 세계에서 은퇴한 후 탈속해 평화로운 삶을 살기를 꿈꿨고(「장원정」, 「제개성사팔척방」, 「제변산소래사」) 이것이 시속에 그대로 반영된 것이 그의 시세계라고 볼 수 있을 것이다.

## 참고 자료
- 『고려사』
- 『고려사절요』
- 『동문선』

## 같이 보기
- 고려 인종
- 고려 서경
- 묘청
- 묘청의 난
- 서경천도운동
- 김부식
- 척준경
- 윤언이
- 오연총
- 윤관

## 참고 문헌
- 두장구, <정지상(鄭知常)의 생애(生涯)>, 어문연구 제 15권 2호, 216-234, 1987
- 윤경수, 제2부 한국의 효사상과 효문화 : 『송인(送人)』의 후세문학 영향과 시(詩) 경지 연구 -정지상(鄭知常)의 시인의식(詩人意識)을 중심(中心)으로-, 청소년과 효문화(구 한국의 청소년문화), 27(0), 43-74
- 김은희, <정지상 시의 장소성에 대한 일고찰 -서경을 중심으로> 반교어문연구, 제36권, 227-265, 2014
- 민족문화추친위, 국역 <동문선> 2 제19권, 솔, 1998
- 이인로, <파한집> 권 하 30, 박성규 역주, 보고사, 2012
- 강민정, <정지상의 정치활동과 사상>, 이대사원 34, 이대 사학회, 2001, 70p
- 조동일, <한국문학통사> 1, 지식산업사, 1982, 386p 이 문서에는 다음커뮤니케이션(현 카카오)에서 GFDL 또는 CC-SA 라이선스로 배포한 글로벌 세계대백과사전의 "귀족사회의 동요" 항목을 기초로 작성된 글이 포함되어 있습니다.